# روح (فیلم ۲۰۰۸)
روح (به انگلیسی: The Spirit) فیلمی است محصول سال ۲۰۰۸ و به کارگردانی فرانک میلر است. در این فیلم بازیگرانی همچون گابریل مچ، اوا مندس، سارا پلسون، دن لاریا، ساموئل ال. جکسون، پاز وگا، اسکارلت جوهانسون، جانی سیمونز، استانا کاتیک، لوئیس لومباردی، جایمی کینگ، اریک بالفور ایفای نقش کرده‌اند.
فیلم روح در ایالات متحده در تاریخ ۲۵ دسامبر ۲۰۰۸ پخش و در ۱۴ آوریل ۲۰۰۹ بر روی دی وی دی و بلو-ری منتشر شد.